# Myqerem Janina
Myqerem (Mykerem) bej Janina (ur. 1890 w Stambule, zm. 1989 w Tiranie) – albański turkolog, tłumacz języka tureckiego.

## Życiorys
Studiował historię i literaturę na Uniwersytecie Stambulskim.
Do Albanii wyemigrował w 1922 roku, gdzie był zwolennikiem Fana Nolego. Podczas II wojny światowej przebywał najprawdopodobniej na terenie Włoch, jednak do Albanii wrócił w 1943 roku.
W 1946 roku został aresztowany przez władze komunistyczne i skazany na 5 lat pozbawienia wolności.
W 1952 roku osiedlił się w Beracie, pozbawiony majątku rodzinnego, gdzie pracował jako tłumacz.
W 1960 roku został wezwany do Tirany, gdzie przez 18 lat pracował w Instytucie Historii i tłumaczył osmańskie dokumenty na język albański; umożliwiło to głębsze poznanie historii Albanii w okresie od XV do XVII wieku. Został pozbawiony pracy z powodu wszczęcia śledztwa w jego sprawie i następnego roku skazany na 8 lat pozbawienia wolności z rzekomej antykomunistycznej propagandy; w rzeczywistości Myqerem Janina nie kierował krytycznych opinii wobec władzy.

## Życie prywatne
Jego ojciec miał na imię Azmiu i był wezyrem pochodzącym z Janiny.